# Manoir de Kerdroguen
Le manoir de Kerdroguen est un édifice situé à Auray, en France.

## Situation
Le manoir est situé sur le territoire de la commune d'Auray, au lieu-dit Kerdroguen, dans le département du Morbihan, en région Bretagne.

## Description
Le manoir date du XVIIIe siècle, édifice à un étage carré, lucarnes en calcaire, élévation à travées, élévation ordonnancée. Toiture  à longs pans recouverte d'ardoises, croupe. Escalier dans-œuvre : escalier de bois à balustres ronds tournant à retours avec jour.

## Histoire
Les parties agricoles portent les dates de 1785 et 1791 ; les communs, la date de 1732 (réemploi ) ; le logis du milieu date du XVIIIe siècle (lambris) ; le portail est daté de 1812.
Le manoir est inscrit à l'inventaire général du patrimoine culturel en 1978.